# Hiram I.
Hiram (Phönikisch: 𐤇𐤓𐤌 Ḥirōm "meine Mutter ist erhaben"; hebräisch חִירָם Ḥīrām), König von Tyros (* 999 v. Chr.; † 935 v. Chr.) war ein phönizischer König. Er vergrößerte und befestigte die Inselstadt Tyros an der Westküste der Vorderasiens und stärkte ihre Mittlerrolle zwischen Orient und Abendland.
Tyros, den alten Endpunkt der Karawanenstraßen Vorderasiens, entwickelte er zum beherrschenden Handelszentrum des Mittelmeerraumes, dessen Niederlassungen sich bis Italien, zur iberischen Halbinsel, Westafrika und eventuell Britannien erstreckten.
Im Alten Testament wird Hiram mehrfach erwähnt:
- im 1. Buch der Könige: 5,15–32 EU; 9,11–14 EU; 9,27 EU; 10,11 EU und 10,22 EU
- im 2. Buch der Chronik: 2,2 EU; 2,10–13 EU; 4,11–16 EU; 8,2 EU; 8,18 EU; 9,10 EU und 9,21 EU

Hiram stand nach der Erzählung der Bibel in Beziehungen zum Reich Israel unter König David (1. Chronik 14,1  Lutherbibel) und seine Bauleute unter Salomo (1. Könige 5,18 ). Unter anderem unterstützte er ihn beim Bau des Jerusalemer Tempels mit Baumaterial und Handwerkern. Im Auftrag Salomos stellte er eine Handelsflotte im Roten Meer auf und fuhr auch in das Goldland Ophir (Abessinien). Es gibt keine außerbiblischen Zeugnisse zu diesem Hiram des 10. Jahrhunderts, weswegen seine Historizität angezweifelt wird.
Allerdings taucht in den Annalen des Tiglatpilesar III. zweimal ein Hirummu genannter tributpflichtiger Herrscher auf. Dieser wird in der Forschung oft als Hiram II. bezeichnet, der in den dreißiger Jahren des 8. Jahrhunderts König von Tyros war und mit dem Königreich Israel Handel trieb. In Diskussion steht, dass in der Salomo-Erzählung der Bibel tatsächlich die Verhältnisse der Zeit Hirams II. abgebildet seien.
Hiram sollte nicht mit dem gleichnamigen Bronzegießer aus Tyros, der zur selben Zeit gelebt haben und ebenfalls am Bau des Jerusalemer Tempels beteiligt gewesen sein soll, verwechselt werden.